# Joan Coder
Joan Coder   (Prada, 1778 - Prada, 1841) o Jean Coder va ser un farmacèutic i botànic nordcatalà.
Apotecari de Prada, fou un extraordinari coneixedor de la flora pirinenca. Les seves investigacions sobre la flora rossellonesa assoliren renom internacional. Mantingué una correspondència regular amb molts botànics europeus. Col·laborà amb Philippe Picot de La Peyrouse al qual envià nombroses plantes, que aquest donà a conèixer com a pròpies en la seva Histoire abrégée des plantes des Pyrénées, publicada el 1813. Per aquest motiu, acabà enemistant-se amb ell. Augustin Pyramus de Candolle donà, en honor seu, el nom de "Coderiana" a una de les varietats de l''Euphorbia. Fou el descobridor de l'Alyssum Pyrenaicum, que, a Europa, només es dona a les roques de la font de Cóms. Deixà inacabada una flora del Rosselló i Pirineus Orientals que ha estat retrobada.